# Hee Haw (album)
Hee Haw – kompilacja zespołu The Birthday Party. Została wydana pierwotnie w 1988 roku, przez wydawnictwo 4AD, a w 1989 powtórnie przez wydawnictwo Missing Link. Pomimo takiego samego zestawu utworów, oba wydania różnią się całkowicie inną kolejnością piosenek.
Ten album jest w swej istocie kompilacją minialbumu Hee Haw, singli "Mr Clarinet" i "The Friend Catcher" oraz pierwszego albumu The Birthday Party – The Birthday Party.

## Lista utworów
1. „Mr. Clarinet”
2. „Happy Birthday”
3. „Hats on Wrong”
4. „Guilt Parade”
5. „The Friend Catcher”
6. „Waving My Arms”
7. „Catman”
8. „Riddle House”
9. „A Catholic Skin”
10. „The Red Clock”
11. „Faint Heart”
12. „Death by Drowning”
13. „The Hair Shirt”

## Skład zespołu
- Nick Cave – śpiew
- Rowland S. Howard – gitara
- Mick Harvey – organy, pianino, gitara, saksofon
- Tracy Pew – gitara basowa
- Phill Calvert – perkusja